# 24時間テレビ33 愛は地球を救う
『24時間テレビ33 「愛は地球を救う」 ありがとう〜今、あの人に伝えたい〜』（24じかんテレビ33「あいはちきゅうをすくう」 ありがとう〜いま、あのひとにつたえたい）は、日本テレビにて2010年8月28日（土）18:30 - 8月29日（日）20:54（JST）まで生放送された33回目となる『24時間テレビ』である。

## 概要
メインパーソナリティーはTOKIOで、TOKIOは2003年（第26回）以来7年振り2回目の担当となった。その一方で、1980年（第3回）以来、31回連続総合司会を務めた徳光和夫がこの回を以て最後の司会となり、以後はチャリティーマラソンランナー（第34回）→武道館を訪れた出演者（第35回）→サポーター（第36回 - ）を務めることになった。
チャリティーマラソンランナーははるな愛で、はるなは史上初のニューハーフマラソンランナーとなった。
この年は「世界一受けたい授業」の制作陣を中心としたスタッフ構成であった。

## 出演者
※グループ名・所属は基本的に当時のもの

### 総合司会
- 徳光和夫
- 西尾由佳理（当時・日本テレビアナウンサー）

### メインパーソナリティー
- TOKIO
  - 城島茂
  - 山口達也
  - 国分太一
  - 松岡昌宏
  - 長瀬智也

### チャリティーパーソナリティー
- 米倉涼子

### 番組パーソナリティー
- 森三中（黒沢かずこ・村上知子・大島美幸）
- AKB48

### チャリティーマラソンランナー
- はるな愛

### 武道館に訪れたゲスト
- モーニング娘。

### 朝までしゃべくり007
- ネプチューン
- くりぃむしちゅー
- チュートリアル
- ジョン・ロビンソン
- デヴィ・スカルノ
- 浅香光代
- ビビる大木
- ブラックマヨネーズ
- 有吉弘行
- サバンナ
- ケンドーコバヤシ
- SDN48
- 魅川憲一郎

## スタッフ
- 構成：桜井慎一、沢口義明、川上トリオ、小山賢太郎、ヒロハラノブヒコ / アリエシュンスケ、石塚祐介、石田健祐、内海譲司、遠藤佳三、大谷裕一、小野高義、柏木克紀、佐藤かんじ、塩村文夏、城啓介、関根清貴、竹尾明子、舘川範雄、樅野太紀、鈴木重夫、田中直人、田中利明、都築浩、成瀬正人、新倉イワオ、根本ノンジ、藤原琢也、三木睦郎、村上知行、山西伸彦、矢野了平、横山誠一、渡辺哲夫

日本武道館
- - TD：杉本裕治
  - 音声プラン：中島和真
  - SW：蔦佳樹、木村博靖、安藤康一、松嶋賢一
  - カメラ︰小林宏義、岡田博文、高野信彦、荻野高康、鎌倉和由、品川和雅、福田伸一郎、赤尾勝教、門田健、北折雅人、鈴木健司、工藤恂児、吉田健治、大庭茂嗣、早川智晃、中村哲也、今別府元気、木藤和久、中村将直
  - 音声︰川合亮、岡田洋一、村上正、藤雅樹、高木哲郎、荒金俊光、伊藤義典、原秀彰、小原正広
  - 調整︰鈴木雄仁、小澤郁彌、三崎美貴、三山隆浩、石山実、星勇次、江頭恭二、各務裕之、矢込宏敬、鈴木昭博
  - LP：内藤晋
  - LD：谷田部恵美
  - 美術デザイナー：熊崎真知子
  - 装置︰四ノ宮克成
  - 電飾︰岩井直樹
  - アクリル装飾︰瓜生伸一郎
  - 装飾︰米山幸市
  - 特殊効果︰栗原寛享
  - メイク︰盛田菜生
  - VTR出しディレクター：星野隆夫
  - AD：藤井良記
  - OPタイトルディレクター：前川善郎
  - ステージング：MIKO、小堀理恵子
  - TK：中村ひろ子、矢島由紀子、桜井えみこ、田中彩
  - 編曲：たかしまあきひこ、しかたたかし
  - オーディオコーディネーター：鳥飼弘昌
  - 演奏：ガッシュアウト、東京音楽事務所
  - コーラス：フィジー、ミュージッククリエイション / 日テレ学院
  - 手話コーラス隊：愛の小鳩事業団 手話コーラス部
  - アシスタント：日本テレビイベントコンパニオン
  - 日テレ学院コーラスコーディネーター：原宏孝、川原井宏美、飯田啓之
  - ゲストフォロー：環真吾、中西健、土方雄介、内藤梨恵子、村上早苗、高尾あずみ、加藤晋也、上原敏明、杉原洋子、佐藤里絵
  - フロアディレクター：舟澤謙二、長谷川賢一、杉岡士朗、氣賀澤宏隆、高橋康之、鈴木豊人、宇津浩二、影山幸子、徳永清孝、奥陽介、福田龍
  - プロデューサー：江成真二

武道館ありがとう企画
- - 演出：鈴木守、川崎文平
  - ディレクター：井上伸正、守屋茂員、佐谷直子、奥田隆英、塚田直之、広江孝吉、長井香織、廣田健介、大原正也、磯部修、鈴嶋直子、藤野大作、今野恒、阿部裕一郎、鈴木彰浩、石川陽子、山本修一、小野絢子
  - AP：黒川こず枝、岡里有佑子、山中れい子
  - プロデューサー：和田隆、神尾育代、小島俊一、滝田朋之、道下綾子、浦田祐一郎、森栄一郎、遠藤隆

「みぽりんのえくぼ」24時間テレビドラマの真実
- - ディレクター：鹿島健城
  - AP：有吉勇
  - プロデューサー：遠藤英幸

はるな愛24時間ありがとうマラソン
- - TD・SW：黒木貴博
  - TD：内田幹夫、夏越一徳、石坂忠義、東條和人、児玉大輔
  - カメラ：東武志
  - VE：沼田広美
  - 音声：船越正道
  - ASS：池田亮
  - ドライバー：羽賀一泰
  - ENG：松丸明夫
  - 照明：井口弘一郎、河内俊明
  - 美術デザイナー：平岡真穂
  - 装置：田村佳久
  - メイク：会川敦子
  - マラソンコーディネーター：坂本雄次、佐藤成人、中川修一
  - GPS：前川泰徳
  - ノンリニア：高野和子
  - 制作進行：石井希和、田口美和子
  - ディレクター：那須太輔、高野透矢、桑山ゆうり、奥村竜、田澤実、松橋晃弘、浦川智之、伊澤洋介、東海林大介
  - 演出：岩佐直樹
  - プロデューサー：川邊哲也、阿河朋子、小川明人 / 中村博行

DASH海岸特別編 幻の生き物スナメリに出会えるか?
- - TD：岩間知行
  - SW：芝山栄一
  - カメラ：熊谷真悟、山田大輔
  - 音声：小澤太、森丈志
  - VE：川村雄一、高橋一徳
  - マイクロ：山本英雄、中山祐二（福岡放送）
  - 美術プロデューサー：高野泰人
  - 衣裳：須崎美和
  - 持ち道具：三野尚子
  - 音効：白川亮太
  - デスク：山中いづみ
  - AP：白川大介、切替愛
  - ディレクター：長瀬久司、中澤洋貴、鈴間広枝、高畑伸彦、木下昌洋、高宮恵蔵、木村元継、田川浩子
  - 演出：笠原保志
  - プロデューサー：島田総一郎、竹村薫、石川京子
  - チーフプロデューサー：福地聡
  - 協力：NEXCO東日本、海辺つくり研究会、株式会社ゼロ、グローブライド株式会社、株式会社ZEAL、株式会社エンジョイ・フィッシャーマン

DASH村10周年感謝祭 大地の恵みを商売プロジェクト
- - ロケ技術：日放
  - ディレクター：齊藤篤史、南川尚人
  - 演出：本間千映子
  - プロデューサー：中田真紀

盲目の少女 立木早絵17才 トライアスロンに初挑戦
- - 中継TD：保刈寛之
  - マイクロプラン：岡田直紀
  - 音声プラン：辻直哉
  - 小名浜港TD：小峰祐司
  - 小名浜港SW：林洋介
  - 小名浜港MIX：木村宏志
  - 小名浜港カメラ：高橋尚志、浅田昇、水谷元保、砂押秀寿
  - 移動車TD：舘野真也
  - 移動車カメラ：楢山剛
  - 移動車MIX：吉田航
  - トライクTD：清野理
  - トライクAUD：小境健太郎
  - 船TD：柳澤圭佑
  - 船カメラ：原島伸光
  - 船AUD：板橋翔
  - 受信点TD：山本聡一
  - 受信点マイクロ：目黒洋一
  - 技術協力：ミヤギテレビ、イメージスタジオ109、Mbros、さがみエンヂニアリング
  - 美術プロデューサー：三浦昭彦
  - メイク：小野かおり
  - 中継ディレクター：木村拓也、永井孝昌
  - 移動車ディレクター：福田一寛
  - ディレクター：新貝元章、飯塚淳一、増田貴也
  - AP：水田英子、大倉康介
  - プロデューサー：栄永英幸、後藤範之、古城戸利香
  - 演出：藤本直樹
  - 協力：日本トライアスロン協会、有限会社サンズ、小名浜まちづくり市民会議

氷上の挑戦!浅田舞・真央姉妹が少女の夢をかなえる
- - ディレクター：布川英樹、太田翔平
  - 中継ディレクター：市川浩崇
  - 演出：道坂忠久
  - プロデューサー：北川俊介、小幡英司、紀内良彦
  - 協力：中京テレビTHE ICEスタッフ一同

ボウリング1分間ストライク世界記録に挑戦!
- - 中継TP：平間良一
  - 中継TD：飯島章夫
  - 中継カメラ：山崎淳
  - 照明：安井雅子、高橋正彦
  - 中継ディレクター：鶴田史隆
  - ディレクター：西村明浩、吉村真人
  - プロデューサー：手島理紀、渡辺卓郎、金佐智絵
  - 演出：熊谷暁夫

スポーツ世界記録に挑戦!
- - 美術プロデューサー：山本澄子
  - 美術デザイナー：本田恵子、北村春美
  - 装置：品田昌則
  - メイク：一山あい子
  - 中継ディレクター：外石隆幸、田中俊光
  - ディレクター：藤田飛鳥、大野諭史
  - プロデューサー：五十嵐貢
  - 演出：長谷川孝

～本社リモートサブ～
- - TD：星野正樹、三村浩一
  - SW：野平和之、奥住京子、橋本治
  - MIX：原田寛子
  - TK：石島加奈子、林恵潤佳
  - 音効：加藤つよし、小平英司、井上研一
  - CG：齊藤久志、嘉数翔、中島朋礼、藤原誠、堤泰生、高津広大
  - ディレクター：望月浩平、竹内太一、藤島幸輔、濱本勇士、野中敬義
  - コーディネーション：渡瀬慶吾、松居哲郎

Going!Sports&News
- - 演出：吉無田剛、津郷大吾、長岡新

AKBの夢がいっぱい!史上最大のサンキューアート
- - ディレクター：安達敏春、池端強
  - プロデューサー：林田竜一、中島由布子
  - 演出：内田秀実、川本良樹

AKB48とダウン症の少女たち 友情の100人ダンス
- - ディレクター：吉田雅司、菊地泰子
  - AP：久保田博哉
  - プロデューサー：菊岡郁枝
  - 映像素材提供：ソニー・ミュージックジャパンインターナショナル

朝まで生しゃべくり007
- - SW：米田博之
  - カメラ：日向野崇
  - 音声：中村宏美
  - 調整：斎藤孝行
  - 照明：木村弥史
  - 美術：林健一
  - デザイン：道勧英樹
  - 美術デザイナー：古谷茂利
  - 装置：永瀬雅俊
  - オブジェ：吉田麻美
  - 装飾：高橋吉彦
  - 電飾：丹野順哉
  - 花飾：藤崎華代
  - 特殊効果：堀田秀二郎
  - メイク：松井悦子
  - TK：大岡伸江、春日千佳子
  - 進行：滝澤真一郎、望月祐歌
  - AP：檀沙織、中村晃子、武藤健志、安田友里
  - ディレクター：相田貴史、川端鉄也、岩本智也、諏訪一三、川俣和也、伊藤航、栗栖政文
  - プロデューサー：田中宏史、八木田祐子、石原由季子、斎藤みさ子、吉田一浩
  - 演出：上利竜太
  - チーフプロデューサー：松岡至

美川憲一選手権
- - カメラ：泉博司
  - 音声：中山貴晴
  - 調整：飯島友美
  - 照明：高橋明宏

障害を乗り越えTOKIOと241人 感動の大コンサート
- - 技術：牛山敏彦
  - 音声：今村公威
  - カメラ：大谷アグリ
  - 調整：佐久間治雄
  - 照明：名取孝昌
  - TK：山際慎子
  - 美術：松崎純一、波多野真理
  - 装置：田中庸之
  - メイク：小室あい
  - ファシリティ：八村耕治
  - フロア演出：瓜生健
  - 制作進行：森恵美子
  - AD：藤野はるか、鎌谷あゆみ
  - 運営プロデューサー：菊地香子
  - ディレクター：加賀谷健吾、原田誠之、竹前光昭、畑野浩二
  - プロデューサー：荻原伸之、高島良子
  - 演出・プロデューサー：斎藤政憲
  - 協力：ワンダーシティ、明治大学交響楽団、法政大学アカデミー合唱団

友情にありがとう!高校生ダンス甲子園決勝大会
- - AP：笠井彩
  - ディレクター：佐藤丁丈、水沼保和、大塚真史
  - 演出：武石政人
  - プロデューサー：錦信次、牛丸謙壱

ベッキーのどうぶつ天気予報!in天才!志村どうぶつ園
～札幌テレビ放送～ 
- - 内山今朝由、谷口友弥子

～中京テレビ放送～ 
- - 頃未隆之、桃田秀弥

～広島テレビ放送～ 
- - 加藤雅也
  - ディレクター：川口信洋
  - チーフプロデューサー：森實陽三

広島の子供たちとミュージシャン吉川晃司の願い
- - ディレクター：早坂香里、平田秀一（HTV）
  - プロデューサー：上野真二

日本列島ダーツの旅的インタビュー 1億人のありがとう
- - ディレクター：小松原正勝、柳川剛、須藤大介、森田隆行、飯沼誠
  - AP：木村友子、吉田ひろみ、佐藤友美
  - プロデューサー：江尻直孝

珍獣ハンターイモトの「珍獣にありがとう」
- - ディレクター：吉村彰人
  - プロデューサー：伊藤英恵
  - AP：古賀絢子

手足が不自由な少年の25m水泳チャレンジ
- - TD：小澤俊博
  - SW：村田陸彦
  - 音声：安楽修平
  - 照明：小川勉
  - カメラ：富岡三隆
  - 水中カメラ：吉村武
  - ディレクター：小室圭子、笠間崇、宇野慎也
  - プロデューサー：鬼頭直孝、永井英樹、柴田雅美
  - 協力：日本大学豊山高等学校・中学校

嵐櫻井翔が緊急リポート!世界の貧困と格差社会の現実
- - 演出：武井正弘
  - ディレクター：畠山俊一
  - プロデューサー：納富隆治、竹下美佐
  - 協力：服部年伸（ゴルバチョフ財団）

シベリアから緊急取材 冷凍マンモスついに発見か!?
- - プロデューサー：矢追孝男、松田猛司
  - 演出：中谷聡
  - 制作協力：ネイチャーネットワーク

アースマラソン間寛平に涙のエール
- - ディレクター：加藤一真
  - 演出：渡辺政次
  - プロデューサー：吉田和生
  - チーフプロデューサー：竹内尊実

忌野清志郎「ありがとう」スペシャルLIVE
- - ディレクター：栗原利典
  - AP：城野麻衣子
  - 演出：黒川高
  - プロデューサー：天笠ひろ美
  - 協力：ベイビィズ

チャリティー笑点
- - カメラ：赤澤知弘
  - SW：宮崎和久
  - 音声：酒井孝
  - 照明：下平好実
  - 調整：八木一夫
  - デザイン：磯村英俊
  - 美術：中原晃一
  - 装飾：小澤信也
  - 装置：峰崎俊輔
  - 衣裳：佐々木皖子
  - メイク：外山奈津子
  - FM：山口裕之
  - AP：梅沢佳代
  - ディレクター：大畑仁、高木裕司
  - プロデューサー：飯田達哉
  - チーフプロデューサー：鈴木雅人

AKB48 チャリティーブース
- - ディレクター：合田伊知郎
  - AD：吉川真一朗

日産グローバル本社ギャラリー
- - 特別協賛：日産自動車
  - TD：森山新
  - SW：関口文雄
  - カメラ：海野亮
  - VE：吉本勝弘
  - MIX：渡辺祐一
  - 照明：小笠原雅登
  - 音響：嶋村正勝
  - 音効：岩下康洋
  - モニター：萱間一彦
  - メイク：高江洲結子
  - ディレクター：森山琢哉、金丸恵理子
  - プロデューサー：矢澤真、岡村恭子、千葉洋美

告知
- - カメラ：海野太郎、槇本悟、石渡裕二
  - 音声：鈴木幸太郎
  - 音効：サウンドエッグノッグ
  - ディレクター：山本武、石田一利、大川広志
  - 演出：宮森宏樹
  - プロデューサー：中瀬博治、山下正道

PRスポットCM
- - ディレクター：粕川広毅、武田洋平、深谷圭二、鈴木吉則、山本紗智子、荒木太司
  - プロデューサー：大澤裕二、平井秀和、岡口真人

デジタルコンテンツ
- - 制作統括：太田正仁、川邊裕介
  - プロデューサー：清水大輔、沖絵未、安部陽介、永田佳範

〔ホームページ・携帯サイト・ケータイチャリティー〕
- - ディレクター：左川真弓、藤井道郎
  - デザイナー：高橋雅也、水野まいこ、米林明祐実、岩城克幸
  - 技術：清水守、大倉悠輝、盡田あすか

〔第2日本テレビ〕
- - プロデューサー：久保真一郎、山﨑雄二
  - チーフディレクター：渡辺健太郎
  - ディレクター：林健司、庄司朋子、山本久美子、岡村香織

〔データ放送〕
- - プロデューサー：三ツ谷浩樹
  - ディレクター：藤田貴恵、崎田孝介
  - 技術：石島健一郎、篠田貴之
  - SE：長谷部慎、秋保成樹、勝倉大介
  - デザイナー：下迫直樹、三宅貴生

ありがとうFAX
- - ディレクター：藤村利晴、下田和則、宮部智泰
  - プロデューサー：森下泰男
  - 演出：井上尚也
- 技術統括：古川誠一
- 総合TD：山口裕司
- 美術統括：大川明子
- マイクロプラン：小野敏之
- 音楽効果：村上義行、金沢裕一、佐藤充、吉田茂、宮川素子、中野瞬
- 放送進行︰鈴木啓祐、木田哲治、松田可愛、畑中千春
- 回線ブッキング：知念愛香、宅間士朗、飯地浩美
- 電話回線設備︰前島聡、中村一朗、浅川彦四郎、石中史彦
- CGデザイン：石渡英明、堀江隆臣、高坂敬、水落功真、山岸龍、小泉陽子、藤井彩人、安田朝実、瀧本愛子
- テロップセンター︰工藤かなえ、池田彬、北川哲希
- 広報：河本香織、友定紘子
- 編成：糸井聖一、土谷幸弘
- 営業：酒井基成、加藤友規、中西紅美
- 技術協力：NiTRO、スタジオWELT
- 美術協力：日テレアート
- 制作協力：IVSテレビ制作、アガサス、AX-ON、アバンズゲート、安寿、e company、いまじん、えすと、オフィスぼくら、オンリー・ワン、CAMEYO、キューアップ、コスモ・スペース、ゴッドキッズ、ザイオン、ザ・ワークス、ジッピー、創輝、日企、日テレイベンツ、パッション、パンドラ、フォアキャスト・コミュニケーションズ、フォーミュレーション、ブームアップ、ベース、マイ・プラン、メディアネットワーク、モスキート、ユニオン映画、ユーフィールド、ランナーズ・ウェルネス、ルモック、ロール・ワン
- 協力：日本武道館

汐留本社S1サブ放送本部
- - TD：菅谷典彦
  - 音声プラン：林英毅
  - SW：村松明、加賀屋博史、岩本茂、高田憲一
  - 音声：清水秀明、宮内貞、勝又理行、山田淳、瀧島要介、笹川秀男、太田黒健至
  - 調整：田口徹、石野太一、塩原和益、天内理絵
  - VTR出しディレクター：杉本憲隆、佐藤伸一
  - TK・DSS：居波初子、山沢啓子、長坂真由美、田中あや、竹島祐子、丸山茜、橋本美幸、山岸由佳、神保よしみ
  - ECG：辻根昌枝、滝澤奈美子
  - ダイジェストディレクター：藤森真実
  - 技術コーディネート：岩鼻優

汐留本社S4サブ放送本部
- - TD：土屋隆
  - SW：滝沢壮治
  - 音声：大島康彦、今野健
  - 調整：矢田部昭
  - TK：坂本幸子
  - ディレクター：福田逸平太
- ケータリング：中田洋、石塚理、野崎麻由美
- 武道館運営：内藤智子、光岡裕子、脇阪真琴、森田佳苗、山西乃里江
- チャリTシャツデザイン：スタジオジブリ
- チャリTシャツプロジェクト：奥田誠治、畠山直人

「24時間テレビ」チャリティー委員会事務局
- - 事務局長：神成尚亮
  - 事務局：保坂昌宏、三宅真実子、伊藤喜三郎、広沢みどり、中島尚子、西尾麻衣子、薄井真奈 / 全国のボランティアの皆さん、草の根チャリティーネットワーク

警備本部
- - 本部長：山口英二
  - 副本部長：初川則夫、玉置方博、金子茂、島崎里美、増田一穂、奴賀正美、佐々木明、足立実央、岩瀬哲恒
- 制作進行：小松正樹、大野亜希子、西村友美、高橋慎耶 / 東原祐子、斉藤寿
- 監修：五味一男
- 汐留本社S1サブディレクター：伴在正行、横山剛輔、小田玲奈、橋本和明
- 武道館ディレクター：久木野大、鈴木淳一、上田崇博、前田直敬
- プロデューサー：毛利忍、伊東修、岩下英恵 / 遠藤正累
- S1サブ演出：髙橋利之、倉田忠明、川邊昭宏、古立善之
- 制作：城朋子、安齋健一郎、小松伸生、吉川圭三
- 総合プロデューサー：加藤幸二郎、松本京子
- 武道館演出：原司
- 総合演出：福士睦
- チーフプロデューサー：安岡喜郎
- 制作指揮：桜田和之
- 製作著作：日本テレビ